# Ameerega petersi
Ameerega petersi é uma espécie de anfíbio da família Dendrobatidae. Pode ser encontrada no Peru e no Brasil (Acre).